# Речунґ
Речунґ Дордже Дракпа (Речунґ, Речунґпа, тиб. རས་ཆུང་རྡོ་རྗེ་གྲགས་པ་, вайлі:ras chung rdo rje grags pa, 1083/4-1161), відомий як Речунґпа, був один із двох найвизначніших учнів (місяцеподібний) Міларепи йогіна і поета XI ст., засновник Shamngpa Kagyu лінії чи Rechung лінії Каг'ю школи Тибетського Буддизму. (Інший учень Гампопа — засновник Dagpo Kagyu).
Речунґпа був особливо важливим у передачі циклу езотеричних навчань Чакрасамвара Тантра відомого як Demchok Nyéngyü (вайлі: bde mchog snyan brgyud), Réchung Nyéngyü (вайлі: ras chung snyan brgyud).
Тибетські буддисти вважають, що Речунґпа склав Шість Рівних Смаків з індійських джерел. Текст був схований Речунґпою, пізніше відновлений як терма Цангпа Гіаре, який заснував лінію Друкпа.
Учень Речунґпи, Гьялва Кян Цанґпа передав лінію Речунґ Каг'ю до йогині Макік Онгйо XII ст.. Ця лінія була аналогічно передана безперервно до теперішнього часу. Наприклад, Чанглінг Рінпоче XV є одним з небагатьох утримувачів цієї лінії сьогодні, хоча в західних навчальних контекстах він частіше висвітлює матеріали з «Північних скарбів» лінії Нінґма, які він теж утримує.